# 貴格會菁英學校
貴格會菁英學校（英語：Friends Select School，简称FSS）是美国贵格会的一所私立学校，位于美国宾夕法尼亚州的费城市中心。现在FSS大概有五百多名学生从小班到十二年级，其中九年级到十二年级被称为“高年級”（upper school）。

## 历史
貴格會菁英學校创建于1689年，1885年时学校搬迁到当地的十七街和本杰·弗兰克林路。学校对街的祷告宫修建于1856年，学生每周三就要到此祷告宫进行祷告。

## 外部連結
- （英文）貴格會菁英學校官方網站 （页面存档备份，存于）